# Skeidskar
Skeidskar är ett bergspass i Antarktis. Det ligger i Östantarktis. Norge gör anspråk på området. Skeidskar ligger 2 498 meter över havet.
Terrängen runt Skeidskar är kuperad åt sydväst, men åt nordost är den bergig. Trakten är obefolkad. Det finns inga samhällen i närheten. 